# Западна Австралия
Западна Австралия (на английски: Western Australia) е най-големият по територия щат в Австралия. Столицата му е град Пърт.

## История
Холандецът Дирк Хартох е първият европеец, посетил Западна Австралия през 1616 г. До края на 17 век други мореплаватели обикалят и изучават цялата територия по поръчка на холандските власти. Холандците обаче загубват интерес поради невъзможността да търгуват с местното население – аборигените. Първият опит за заселване на чужденци е през 1826 от британци.
През 1827 капитан Джеймс Стърлинг провежда експедиция до западна Австралия и съобщава на британския крал за благоприятните условия за заселване по земите около река Суон. Създадена е нова британска колония.
През април 1829 г. пръв готов да създаде колония пристига капитан Чарлз Фримантъл със своя кораб Чалънджър. Следващия месец през май отново в западна Австралия се връща и Джеймс Стърлинг, който пристига с кораба си Пармелия. Двамата основават колонията на река Суон. Впоследствие възникват и градовете Фримантъл и Пърт.
В днешно време аборигените, които са били местното население, живеят много бедно в резервати.

## География
На изток щата граничи с щатите Южна Австралия и Северна територия, от всички останали посоки е обграден от Индийския океан. Сухоземната граница е с дължина 1862 км, а на бреговата линия 12 889 км.

### Природа
В Западна Австралия живеят около 540 вида птици. От тях 15 вида са ендемични. Регионите, където се срещат най-много птици, са югозападният и територията около Бруум и Кимбърли.
Западна Австралия е един от регионите в света с най-богат растителен свят. Това се дължи най-вече на първите заселници – европейците, които започват да отглеждат много нови видове.

## Административно деление
Щатът се поделя на 9 окръга.

## Население
Населението на щата през 2007 година е 2 163 200 души, от тях 3/4 живеят в градовете Пърт и Фримантъл, останалата част населява предимно в южната част на щата. По данни от 2001 година, най-голяма етническа група в щата са англичаните 733 783 (32,7%), следват 624 259 (27,8 %) австралийци, 171 667 (7,6%) ирландци, 96 721 (4,3%) италианци, 62 781 (2,8%) шотландци, 51 672 (2,3%) германци, 48 894 (2,2%) китайци и др.

## Спорт
- Австралийският футбол е безспорно най-популярният и обичан спорт. Западна Австралия има два отбора по австралийски футбол, които се състезават в Австралийската футболна лига – Уест Коуст Игълс и Фремантъл. Стадионът, на който се играят мачовете в Пърт, е Субиако Овал.
- Уестърн Уориърс е щатският отбор по крикет. Играе мачовете си на стадион WACA. Уориърс участват в турнирите за купите Пера и ING.
- Много популярни са и конните надбягвания. Купата на Пърт за конни състезания събира голям брой почитатели.

## Образование
- Университет Нотр Дам Австралия (UNDA), Фримантъл [1]